# El Estor
El Estor ist eine Kleinstadt im Osten Guatemalas. Sie ist Verwaltungssitz der gleichnamigen Großgemeinde (Municipio) im Departamento Izabal. In dem 2.896 km² großen Municipio leben über 50.000 Menschen.

## Geographie
Der Ort El Estor liegt am nordwestlichen Ufer des Izabal-Sees, am Fuße der bis zu 1200 hohen Sierra de Santa Cruz. Das Municipio umfasst den westlichen Teil des Departamentos Izabal. Im Nordwesten erstreckt sich noch das Gebiet des angrenzenden Municipios Livingston, im Südwesten Izabals grenzt das Municipio Los Amates an, sowie das Departamento Zacapa und, im Westen, Alta Verapaz. Zum Municipio El Estor gehört neben Teilen der Sierra de Santa Cruz im Norden und Nordwesten und den Ausläufern der Sierra de las Minas im Südwesten auch das Mündungsgebiet des Río Polochic in der Schwemmlandebene am Westufer des Sees, das unter Naturschutz gestellt wurde (Bocas de Polochic). In dem 23.000 ha großen Naturschutzgebiet gibt es neben zahlreichen Vogel- und Fischarten unter anderem Krokodile und Jaguare. Das Klima ist am Ufer des Sees und im westlichen Tiefland tropisch heiß, in den Bergenregionen etwas gemäßigter.

## Geschichte
Da der Izabal-See über den schiffbaren Río Dulce mit der Karibik verbunden ist, dienten etliche Orte am See lange Zeit als Lager- und Umschlagplätze für den Handel zwischen dem Hochland Guatemalas und Nordamerika und Europa, darunter auch El Estor. Ende des 19. Jahrhunderts betrieben der Engländer George Skinner und der Deutsche Carl Rudolf Klee hier einen Gemischtwarenladen, der The Store hieß, von den Einheimischen aber bald zu El Estor verballhornt wurde. Der ursprüngliche Kekchí-Name lautete Sekel, was in etwa „mahlende Frau“ bedeutet. Er bezieht sich auf die vielen Frauen, die hier Mais mahlten und damit Tortillas backten.

## Bevölkerung
Im Municipio El Estor leben vorwiegend Kekchí.

## Wirtschaft und Verkehr
El Estor diente früher als zweitrangiger Handelsplatz für Alta Verapaz und stand lange Zeit im Schatten von Panzós, das weiter im Westen am Río Polochic liegt und über einen Binnenhafen und einen Eisenbahnanschluss verfügte. Etwas verbessert hat sich die Situation nach dem Neubau der Nationalstraße 7, die El Estor mit Alta Verapaz im Westen und der Fernstraße CA 13 bei El Relleno im Osten verbindet. Den Transport auf dem See stellen private Anbieter von Charterbooten sicher. Diese Verkehrsverbindungen haben dem Tourismus zu einem begrenzten Aufschwung verholfen. Von Bedeutung ist auch das Textilhandwerk. Der Abbau von Nickel und Kobalt wurde vor einigen Jahren eingestellt.